# Ecliptopera furvoides
Ecliptopera furvoides är en fjärilsart som beskrevs av Thierry-mieg 1915. Ecliptopera furvoides ingår i släktet Ecliptopera och familjen mätare. Inga underarter finns listade i Catalogue of Life.